# Fresque de la chapelle des Ursulines de Trois-Rivières
La fresque de la chapelle des Ursulines de Trois-Rivières est une œuvre réalisée en 1897 par l'artiste peintre italien Luigi Capello illustrant l'iconographie du combat entre le Bien et le Mal, Saint Michel terrassant Lucifer.

## Histoire et description
Le dôme de la coupole du musée des Ursulines de Trois-Rivières représente le symbole même du vieux Trois-Rivières avec sa fresque illustrant le combat entre le bien et le mal, élément central du lieu et surplombant l’ensemble de la chapelle.
Elle est recouverte dans son ensemble de six tableaux. La fresque de la voûte de la coupole est une création de l'artiste Luigi Capello, qui signe également les cinq autres fresques de la chapelle.
Le dôme ainsi que les pendentifs et l’arc qui coiffent le maître-autel sont ouvragés d’un riche programme iconographique : Saint Michel terrassant Lucifer, le Sacré-Cœur apparaissant à Sainte Marguerite-Marie Alacoque, le Couronnement de Marie, Sainte Angèle Mérici et Sainte Ursule, Allégorie de la foi, de d’espérance et de la charité, et la Dernière Cène.
En 1898, Capello se rend à Turin ; en août 1900, d’après sa correspondance avec les ursulines de Trois-Rivières, il se trouvait à l’orphelinat des frères salésiens à Paris, où il mourut en 1902.

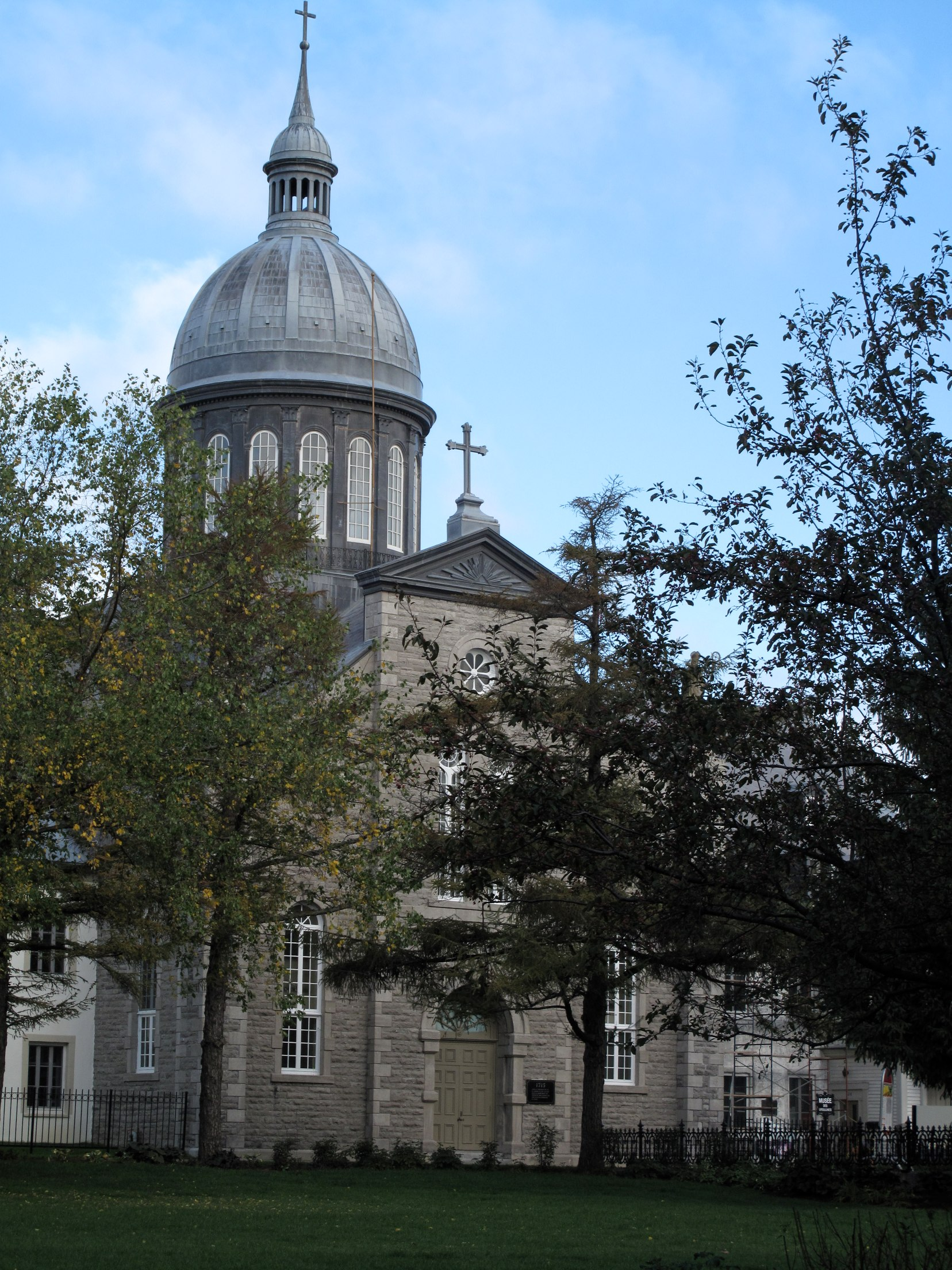
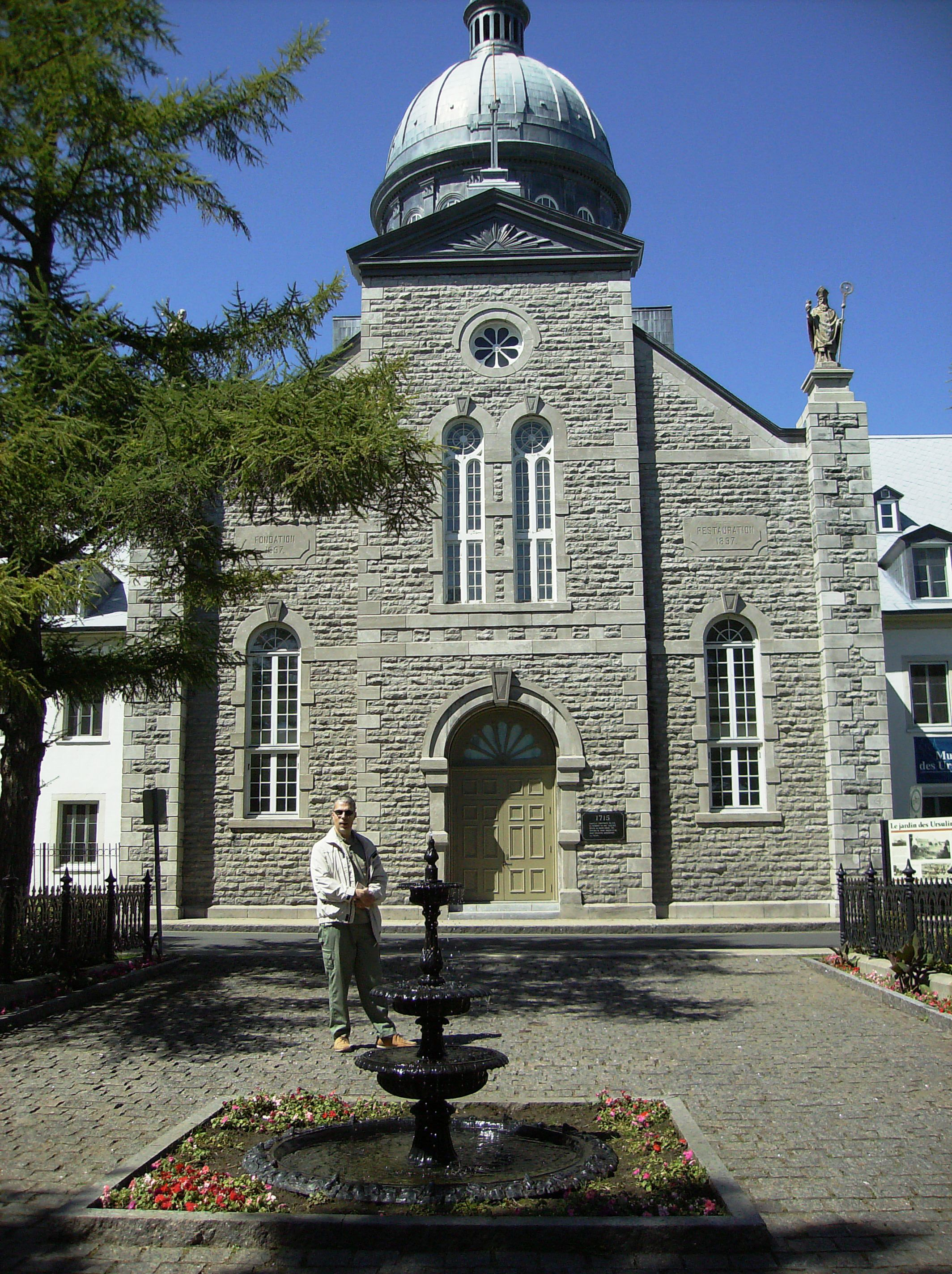